# Road No. 1
Road No. 1 (hangŭl: 로드 넘버원, latinizzazione riveduta: Rodeu neombeo-won) è una serie televisiva sudcoreana trasmessa su MBC dal 23 luglio al 26 agosto 2010.

## Trama
Quando la famiglia dell'amica d'infanzia Soo-yeon, del quale è innamorato, cade in disgrazia, Lee Jang-woo entra nell'esercito per guadagnare dei soldi con i quali pagare l'istruzione della ragazza. Mentre Jang-woo compie il suo dovere, Soo-yeon si divide tra gli studi e le cure ai feriti in qualità di dottore, ma un giorno riceve la notizia che l'amico è morto in battaglia. Presto nella sua vita arriva un altro uomo, Shin Tae-ho, un affascinante ufficiale diplomatosi all'accademia militare con il massimo dei voti, che Soo-yeon decide di sposare nonostante non riesca a dimenticare Jang-woo. Alla vigilia del loro matrimonio, però, Jang-woo ritorna, rivelando che la notizia della sua morte era falsa. Il giorno dopo, il 25 giugno 1950, le truppe della Corea del Nord invadono la Corea del Sud, dando inizio alla guerra di Corea, e sia Jang-woo, sia Tae-ho vengono inviati al fronte.

## Personaggi e interpreti

### Personaggi principali
- Lee Jang-woo, interpretato da So Ji-sub.
- Kim Soo-yeon, interpretata da Kim Ha-neul.
- Shin Tae-ho, interpretato da Yoon Kye-sang.
- Yoon Sam-soo, interpretato da Choi Min-soo.
- Oh Jong-ki, interpretato da Son Chang-min.
- Kim Soo-hyuk, interpretato da Kim Jin-woo.
- Kim Soo-hee, interpretata da Nam Bo-ra.
- Comandante della marina statunitense, interpretato da Julien Kang.
- Jo In-sook, interpretata da Han Ye-ri.

### Personaggi secondari
- Go Man-yong, interpretato da Jin Sun-kyu.
- Kwon Jin-chul, interpretato da Lee Kwan-hoon.
- Kim Duk-shil, interpretato da Kim Dong-gon.
- Kim Byung-goo, interpretato da Kim Jung-woon.
- Kim Bok-soo, interpretato da Park Kwan-shik.
- Kim Sang-gook, interpretato da Han Gook-jin.
- Ma Chang-kil, interpretato da Cha Hyun-woo.
- Park Dal-moon, interpretato da Min Bok-gi.
- Park Moon-ho, interpretato da Oh Dae-hwan.
- Lee Geun-bae, interpretato da Shin Dam-soo.
- Jang Doo-shik, interpretato da Kim Dong-hyun.
- Jo In-kye, interpretato da Lee Jin-sung.
- Han Young-min, interpretato da Park Byung-eun.
- Heo Chan-shik, interpretato da Noh Young-hak.
- Yang Kang-tae, interpretato da Song Jae-hee.
- Lee Joo-hwan, interpretato da Kim Gun.
- Park Hong-ki, interpretato da Jo Wan-ki.
- Woo Bum-jin, interpretato da Kim Soo-hwan.
- Young-soo, interpretato da Noh Hyung-ok.
- Byun Dae-young, interpretato da Yoo Jung-ho.

## Ascolti
| Episodio | Data di trasmissione | Dati TNMS           | Dati TNMS                  | Dati AGB            | Dati AGB                   |
| Episodio | Data di trasmissione | A livello nazionale | Area metropolitana di Seul | A livello nazionale | Area metropolitana di Seul |
| -------- | -------------------- | ------------------- | -------------------------- | ------------------- | -------------------------- |
| 1        | 23 giugno 2010       | 11,2%               | 12,2%                      | 9,1%                | 10,1%                      |
| 2        | 24 giugno 2010       | 10,1%               | 10,8%                      | 9,2%                | 10,2%                      |
| 3        | 30 giugno 2010       | 7,3%                | 8,6%                       | 7,2%                | 8,5%                       |
| 4        | 1º luglio 2010       | 7,7%                | 8,0%                       | 7,4%                | 7,2%                       |
| 5        | 7 luglio 2010        | 6,9%                | 8,8%                       | 6,3%                | 8,2%                       |
| 6        | 8 luglio 2010        | 7,7%                | 8,0%                       | 6,4%                | 8,5%                       |
| 7        | 14 luglio 2010       | 7,1%                | 7,5%                       | 6,5%                | 7,6%                       |
| 8        | 15 luglio 2010       | 7,5%                | 7,6%                       | 6,9%                | 7,4%                       |
| 9        | 21 luglio 2010       | 7,7%                | 8,5%                       | 6,5%                | 8,1%                       |
| 10       | 22 luglio 2010       | 7,5%                | 8,6%                       | 5,9%                | 7,5%                       |
| 11       | 28 luglio 2010       | 6,9%                | 8,2%                       | 6,8%                | 8,1%                       |
| 12       | 29 luglio 2010       | 5,0%                | 6,8%                       | 5,1%                | 6,9%                       |
| 13       | 4 agosto 2010        | 5,4%                | 7,1%                       | 5,2%                | 6,9%                       |
| 14       | 5 agosto 2010        | 5,3%                | 7,3%                       | 5,3%                | 7,3%                       |
| 15       | 11 agosto 2010       | 4,4%                | 6,3%                       | 4,9%                | 6,8%                       |
| 16       | 12 agosto 2010       | 4,8%                | 5,8%                       | 5,2%                | 6,2%                       |
| 17       | 18 agosto 2010       | 5,5%                | 6,1%                       | 4,6%                | 5,2%                       |
| 18       | 19 agosto 2010       | 4,8%                | 5,8%                       | 4,8%                | 5,8%                       |
| 19       | 25 agosto 2010       | 4,7%                | 5,4%                       | 5,2%                | 5,9%                       |
| 20       | 26 agosto 2010       | 5,0%                | 5,8%                       | 5,3%                | 6,1%                       |

## Colonna sonora
1. Even Becoming the Wild – Hwanhee
2. Even If the World Separates Us – Wheesung
3. Because I'm a Woman – IU
4. Same Heart – Baek Ji Young
5. Idly – Naomi
6. Just For You – Kim Jin-woo
7. The Sound of Memory – So Ji-sub
8. Youngchonmyeon – Kim Hyo-soo
9. Call of Korean – AA.VV
10. Action No. 1 – AA.VV
11. A Flower On the Ruins – AA.VV
12. Victory – AA.VV
13. Battlefield – AA.VV
14. Jang Woo's Theme – AA.VV
15. Who Wanted This War? – AA.VV
16. Requiem – AA.VV
17. Even If the World Separates Us (Piano Version) – Wheesung
18. Because I'm a Woman (Piano Version) – IU
19. Same Heart (Humming Version) – Baek Ji Young
20. Call of Korean (TV Version) – AA.VV